# Let It Go (THE ALFEEの曲)
「Let It Go」（レット・イット・ゴー）は、2011年5月3日に発売されたTHE ALFEE60枚目のシングル。

## 概要
前作「この愛を捧げて」以来1年半振りのシングル。本曲はオリジナル・アルバムには未収録となった。
「2011年大阪国際女子マラソン」イメージソング。
マラソンのイメージソングが表題曲となるのは3回目（単独タイアップでは2回目）。
前作同様、ジャケット写真とボーナス・トラックが異なる3種類で発売（詳細後述）。
ヴォーカルはAメロ：坂崎（一部桜井）、Bメロ：高見沢、サビ：桜井と、シングル表題曲では珍しく全メンバーがリードパートを持つ（同例は、1990年発売「FLOWER REVOLUTION」）。
オリコンチャートTOP3入りを果たしたが、1983年のブレイク後発売のシングルでは一番売上が低い。
本作は当初、2011年3月30日発売であったが、3月11日に発生した東日本大震災の影響により同年5月3日に発売日が変更されたが、CDジャケット裏面の発売日表記が変更されずに出荷された商品も存在している。

## 収録曲
作詞・作曲：高見沢俊彦，編曲：THE ALFEE with 本田優一郎（特記以外）　

### パターンA（TOCT-45042）
1. Let It Go
  - 編曲：THE ALFEE
2. 冒険者たち -Beyond the Adventure
  - 「2011トライアスロン世界選手権シリーズ横浜大会」応援ソング
3. Beyond the Adventure
  - 訳詞：北野 'JK' 順一[4]
4. Let It Go 〜Original Instrumental〜

### パターンB（TOCT-45043）
1. Let It Go
2. 冒険者たち -Beyond the Adventure
3. WEEKEND SHUFFLE -華やかな週末- (Progressive Rock Arrange)
4. Let It Go 〜Original Instrumental〜

### パターンC（TOCT-45044）
1. Let It Go
2. 冒険者たち -Beyond the Adventure
3. 二人のSEASON (Hard Rock Arrange)
4. Let It Go 〜Original Instrumental〜